# Francisco Beltrame
Francisco Santiago Beltrame Echeverría (* 1952 in Montevideo) ist ein uruguayischer Politiker.
Francisco Beltrame schloss ein Studium an der Universidad de la República (UdelaR) als Architekt ab. Anschließend war er Bauleiter im Centro Cooperativista Uruguayo, gehörte dem Führungsgremium an und hatte schließlich den stellvertretenden Vorsitz inne. Zudem war er Mitglied der Führungskommission der uruguayischen Architektenvereinigung Sociedad de Arquitectos del Uruguay. Von 2005 bis 2010 wirkte er als Berater der Dirección Nacional de Vivienda (DINAVI–MVOTMA). Beltrame, der dem Movimiento de Participación Popular (MPP) angehört, ist seit dem 8. Juni 2012 als Nachfolger von Graciela Muslera Minister für Wohnungswesen, Raumordnung und Umwelt in der Regierung José Mujicas.